# Buigny-Saint-Maclou
Buigny-Saint-Maclou est une commune française située dans le département de la Somme en région Hauts-de-France.
Depuis juillet 2020, la commune fait partie du parc naturel régional Baie de Somme - Picardie maritime.

## Géographie

### Localisation
Buigny-Saint-Maclou est un village picard du Ponthieu. 
Limitrophe d'Abbeville. la localité est située à 7 km au sud de Nouvion et à 45 km au nord-ouest d'Amiens à vol d'oiseau.
Le territoire de la commune est limitrophe de ceux de six communes.
Les communes limitrophes sont Abbeville, Drucat, Grand-Laviers, Hautvillers-Ouville, Port-le-Grand et Sailly-Flibeaucourt.

### Hydrographie
La commune est située dans le bassin Artois-Picardie. Elle n'est drainée par aucun cours d'eau.

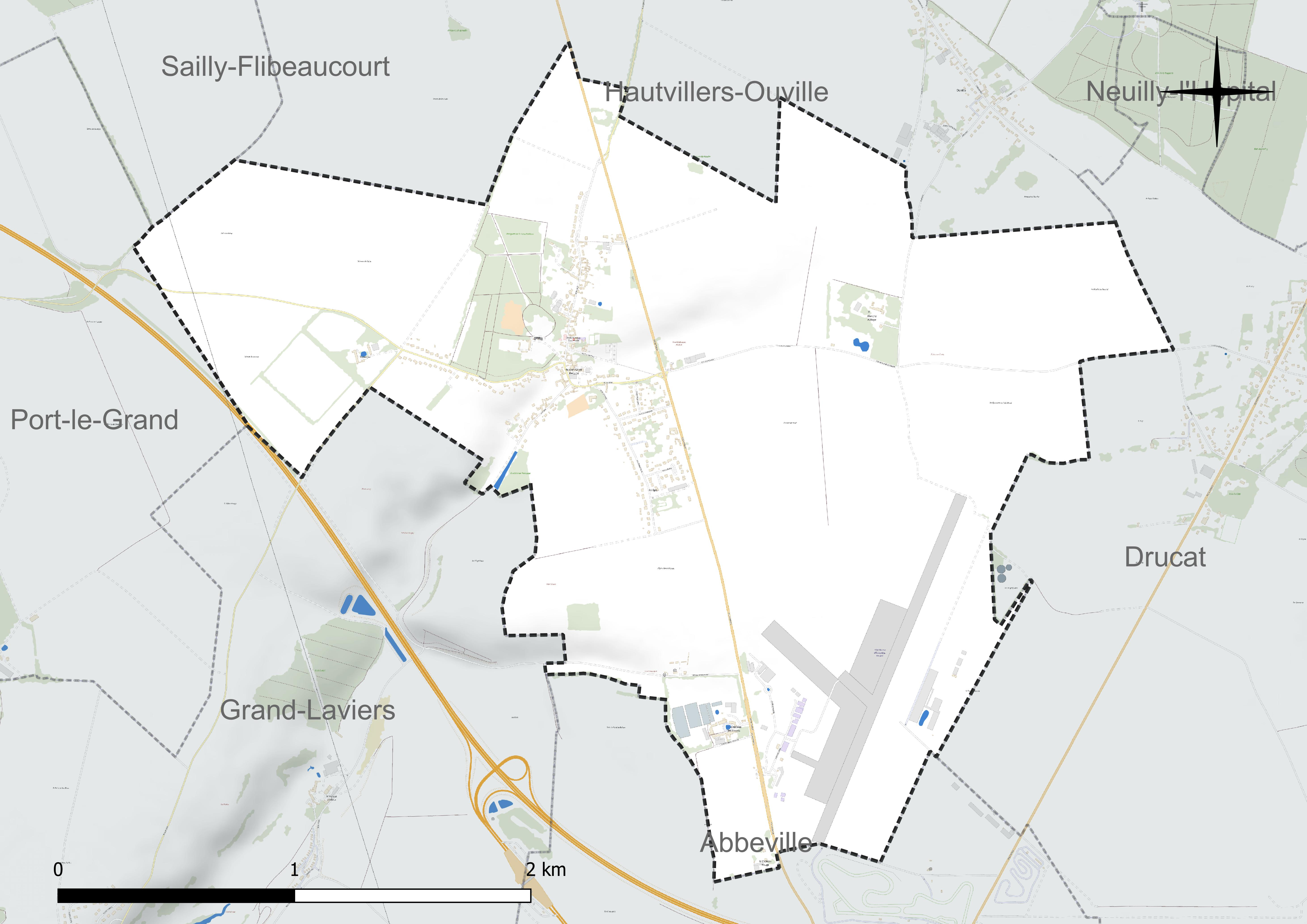
Réseau hydrographique de Buigny-Saint-Maclou.

### Climat
Pour des articles plus généraux, voir Climat des Hauts-de-France et Climat de la Somme.
En 2010, le climat de la commune est de type climat océanique franc, selon une étude du CNRS s'appuyant sur une série de données couvrant la période 1971-2000. En 2020, Météo-France publie une typologie des climats de la France métropolitaine dans laquelle la commune est exposée à un climat océanique et est dans la région climatique Côtes de la Manche orientale, caractérisée par un faible ensoleillement (1 550 h/an) ; forte humidité de l'air (plus de 20 h/jour avec humidité relative > 80 % en hiver), vents forts fréquents.
Pour la période 1971-2000, la température annuelle moyenne est de 10,6 °C, avec une amplitude thermique annuelle de 13,3 °C. Le cumul annuel moyen de précipitations est de 805 mm, avec 12,6 jours de précipitations en janvier et 8,3 jours en juillet. Pour la période 1991-2020, la température moyenne annuelle observée sur la station météorologique la plus proche, située sur la commune d'Abbeville à 6 km à vol d'oiseau, est de 11,0 °C et le cumul annuel moyen de précipitations est de 806,2 mm,. Pour l'avenir, les paramètres climatiques de la commune estimés pour 2050 selon différents scénarios d'émission de gaz à effet de serre sont consultables sur un site dédié publié par Météo-France en novembre 2022.

## Urbanisme

### Typologie
Au 1er janvier 2024, Buigny-Saint-Maclou est catégorisée commune rurale à habitat dispersé, selon la nouvelle grille communale de densité à sept niveaux définie par l'Insee en 2022.
Elle est située hors unité urbaine. Par ailleurs la commune fait partie de l'aire d'attraction d'Abbeville, dont elle est une commune de la couronne,. Cette aire, qui regroupe 73 communes, est catégorisée dans les aires de 50 000 à moins de 200 000 habitants,.

### Occupation des sols
L'occupation des sols de la commune, telle qu'elle ressort de la base de données européenne d'occupation biophysique des sols Corine Land Cover (CLC), est marquée par l'importance des territoires agricoles (83,5 % en 2018), en diminution par rapport à 1990 (85,3 %). La répartition détaillée en 2018 est la suivante : 
terres arables (79 %), zones industrielles ou commerciales et réseaux de communication (9,2 %), zones urbanisées (6,3 %), prairies (4,5 %), espaces verts artificialisés, non agricoles (1 %). L'évolution de l'occupation des sols de la commune et de ses infrastructures peut être observée sur les différentes représentations cartographiques du territoire : la carte de Cassini (XVIIIe siècle), la carte d'état-major (1820-1866) et les cartes ou photos aériennes de l'IGN pour la période actuelle (1950 à aujourd'hui).

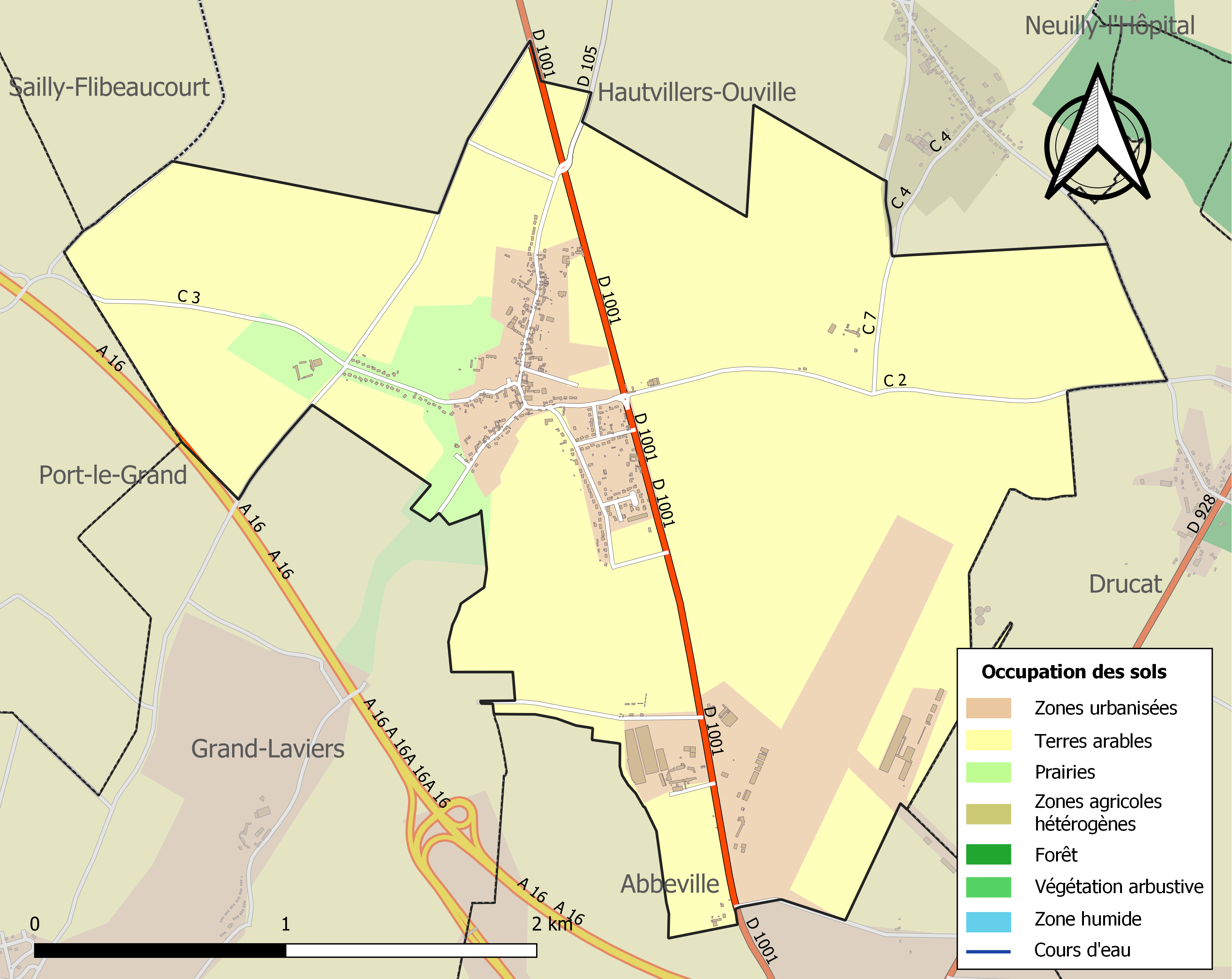
Carte des infrastructures et de l'occupation des sols de la commune en 2018 (CLC).

### Voies de communication et transports
La localité est desservie en 2019 par les lignes de bus du réseau Trans'80, chaque jour de la semaine, sauf le dimanche.

## Toponymie
Le nom de la localité est attesté sous les formes Buniacum en 1100 ; Buigny en 1138 ; Bugny en 1205 ; Buesgni en 1206 (charte de Richard de Gerberoy) ; Buigniacum en 1224 ; Buigniaco en 1227 (bulle de Grégoire IX) ; Sanctus Maclavius de Buniaco en 1304 ; Managium de Cluodio en 1492 ; Buigny-S.-Maclou en 1646 ; Bugni-S.-Maclou en 1733 ; Bugny-S.-Maclou en 1761 ; Buigny-St.-Macloux en 1763 ; Buigni près Ouville en 1766.
Un extrait du cartulaire du val de Buigny cite Le Wastine en 1216 (lieu-dit au terroir de Buigny-Saint-Maclou).
Surnommé Saint Maclou (patron de la paroisse). Ce nom permet à la commune de se distinguer de Buigny-l'Abbé et de Buigny-lès-Gamaches.
Saint-Maclou est un hagiotoponyme.

## Histoire
La terre de Buigny est possédée dès 1634 par la famille Tillette à la suite du mariage de Mathieu Tillette avec Louise de Dompierre. Le château est construit par leur petit-fils Jean. En 1914, Maurice Tillette décède sans postérité. Le château passe alors aux Van Zeller d'OOsthove, alliés aux De Lencquesaing.

## Les Templiers
La maison du Temple de Beauvoir remonte au XIIe siècle. Cette commanderie était le chef-lieu de la baillie avec quatre membres : Aimont (Conteville), Forest-l'Abbaye, Bélinval, (Brailly-Cornehotte) et Bazincamps (Airaines). La ferme de Blanche Abbaye possède un vieux pigeonnier hexagonal en brique.

## Politique et administration

### Rattachements administratifs et électoraux
La commune se trouve dans l'arrondissement d'Abbeville du département de la Somme. Pour l'élection des députés, elle fait partie depuis 2012 de la troisième circonscription de la Somme.
Elle faisait partie depuis 1793 du canton de Nouvion. Dans le cadre du redécoupage cantonal de 2014 en France, la commune est désormais intégrée au canton d'Abbeville-1.

### Intercommunalité
La commune faisait partie de la communauté de communes du canton de Nouvion, créée fin 1996.
Dans le cadre des dispositions de la loi portant nouvelle organisation territoriale de la République du 7 août 2015, qui prévoit que les établissements publics de coopération intercommunale (EPCI) à fiscalité propre doivent avoir un minimum de 15 000 habitants, cette intercommunalité fusionne avec ses voisines pour former, le 1er janvier 2017, la communauté de communes Ponthieu-Marquenterre, dont est désormais membre la commune.

### Liste des maires
| Période   | Période                       | Identité                   | Étiquette    | Qualité |
| --------- | ----------------------------- | -------------------------- | ------------ | --- |
| 1792      | 1796                          | Jacques Billoré            |              | |
| 1796      | 1798                          | Honoré Brocqueville        |              | |
| 1798      | 1801                          | Charles Moignet            |              | |
| 1801      | 1815                          | Jean Tillette de Buigny    |              | |
| 1815      | 1815                          | Jean-Baptiste Dubois       |              | |
| 1815      | 1843                          | Jean Tillette de Buigny    |              | |
| 1843      | 1848                          | Honoré Ridoux              |              | |
| 1848      | 1851                          | Nicolas Ducastel           |              | |
| 1851      | 1885                          | Auguste Dufestel           |              | |
| 1885      | 1888                          | Ernest Tillette de Buigny  |              | |
| 1888      | 1907                          | Alfred Tillette de Buigny  |              | |
| 1907      | 1908                          | Anatole Savreux            |              | |
| 1908      | 1912                          | Alfred Tillette de Buigny  |              | |
| 1912      | 1914                          | Maurice Tillette de Buigny |              | |
| 1914      | 1919                          | Alfred Tillette de Buigny  |              | |
| 1919      | 1923                          | Anatole Savreux            |              | |
| 1923      | 1929                          | Georges Petit              |              | |
| 1929      | 1944                          | Charles Beauvisage         |              | |
| 1944      | 1965                          | Moïse Briet                |              | |
| 1965      | 1977                          | René Grare                 |              | |
| 1977      | mars 2008                     | Philippe Beauvisage        | UDF          | Agriculteur Conseiller général de Nouvion (1994 → 2008) Président de la CC du canton de Nouvion (1997 → 2008) |
| mars 2008 | En cours (au 10 juillet 2020) | Éric Mouton                | EXG puis DVD | Architecte Vice-président de la CC Ponthieu-Marquenterre (2020 → ) Réélu pour le mandat 2020-2026             |

### Distinctions et labels
- Ville fleurie : une fleur est attribuée en 2007 par le Conseil des villes et villages Fleuris[24] de France au Concours des villes et villages fleuris[25].

Une deuxième fleur récompense par la suite les efforts locaux en faveur de l'environnement.

## Population et société

### Démographie
L'évolution du nombre d'habitants est connue à travers les recensements de la population effectués dans la commune depuis 1793. Pour les communes de moins de 10 000 habitants, une enquête de recensement portant sur toute la population est réalisée tous les cinq ans, les populations de référence des années intermédiaires étant quant à elles estimées par interpolation ou extrapolation. Pour la commune, le premier recensement exhaustif entrant dans le cadre du nouveau dispositif a été réalisé en 2008.

En 2022, la commune comptait 522 habitants, en évolution de +1,36 % par rapport à 2016 (Somme : −1,26 %, France hors Mayotte : +2,11 %).
| 1793 | 1800 | 1806 | 1821 | 1831 | 1836 | 1841 | 1846 | 1851 |
| ---- | ---- | ---- | ---- | ---- | ---- | ---- | ---- | ---- |
| 302  | 384  | 393  | 403  | 440  | 443  | 466  | 465  | 400  |

| 1856 | 1861 | 1866 | 1872 | 1876 | 1881 | 1886 | 1891 | 1896 |
| ---- | ---- | ---- | ---- | ---- | ---- | ---- | ---- | ---- |
| 418  | 413  | 398  | 376  | 382  | 370  | 373  | 365  | 338  |

| 1901 | 1906 | 1911 | 1921 | 1926 | 1931 | 1936 | 1946 | 1954 |
| ---- | ---- | ---- | ---- | ---- | ---- | ---- | ---- | ---- |
| 335  | 337  | 323  | 337  | 333  | 334  | 344  | 285  | 338  |

| 1962 | 1968 | 1975 | 1982 | 1990 | 1999 | 2006 | 2008 | 2013 |
| ---- | ---- | ---- | ---- | ---- | ---- | ---- | ---- | ---- |
| 352  | 335  | 292  | 467  | 548  | 523  | 520  | 519  | 512  |

| 2018 | 2022 | - | - | - | - | - | - | - |
| ---- | ---- | - | - | - | - | - | - | - |
| 520  | 522  | - | - | - | - | - | - | - |

### Enseignement
Pour l'année scolaire 2016-2017, la commune gère une école de 53 élèves.
À la rentrée 2017, l'école du village est placée dans le cadre du regroupement pédagogique intercommunal comprenant également écoles Forest-l'Abbaye, Hautvillers-Ouville, Lamotte-Buleux et Le Titre. Elle est située en zone B pour les vacances scolaires, dans l'académie d'Amiens et la circonscription Ponthieu-Marquenterre, en matière d'inspection départementale,.

## Culture locale et patrimoine

### Lieux et monuments
- L'empereur français Napoléon Ier s'est arrêté à Buigny le 6 juillet 1805 (ou le 19 juillet 1804[33]), sur la route du camp de Boulogne-sur-Mer. La plaque apposée sur l'orme en bordure de la départementale 1001 (ancienne RN 1) commémore l'endroit où il aurait pris son repas[16].
- L'aérodrome d'Abbeville se trouve en grande partie sur la commune.
- L'église Saint-Maclou[34],[35], juste en face de la mairie.

- La chapelle Saint-Sébastien[36], près de l'église, sépulture des châtelains.
- Ferme des 1 000 vaches.
- Château de Buigny-Saint-Maclou du XVIIIe siècle, en brique et pierre, aux toitures mansardées[37],[38]. Il a été endommagé par les Allemands qui l'ont occupé pendant la Seconde Guerre mondiale.
- Oratoire dédié à la Vierge, de 1950. Il protège la ferme de Blanche-Abbaye[39].
- Vestiges de la maladrerie du Val aux Lépreux[39].
- Christ aux liens dans une niche en brique, Ecce Homo, à la lisière du bois du Val[39].

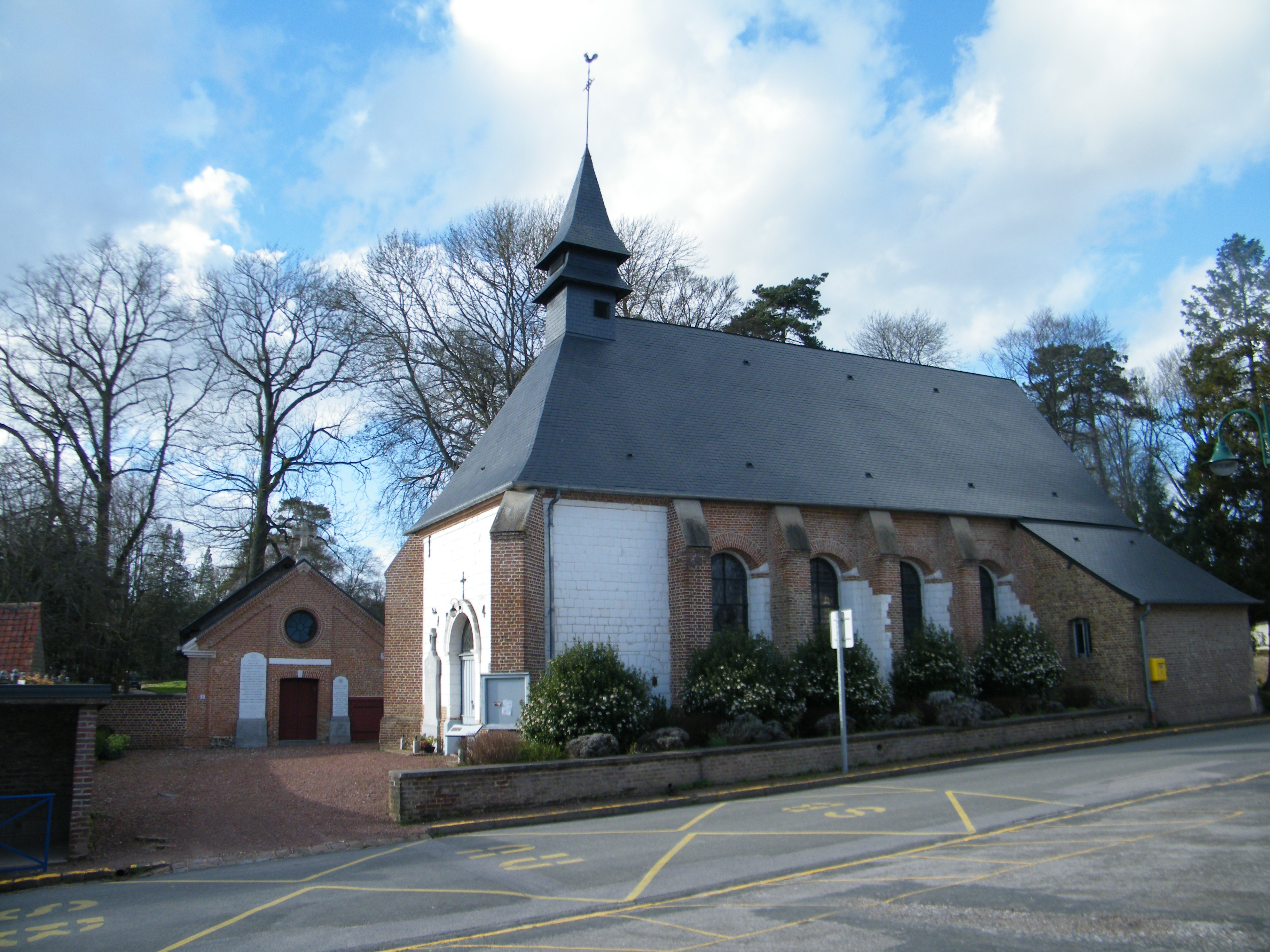
L'église Saint-Maclou.
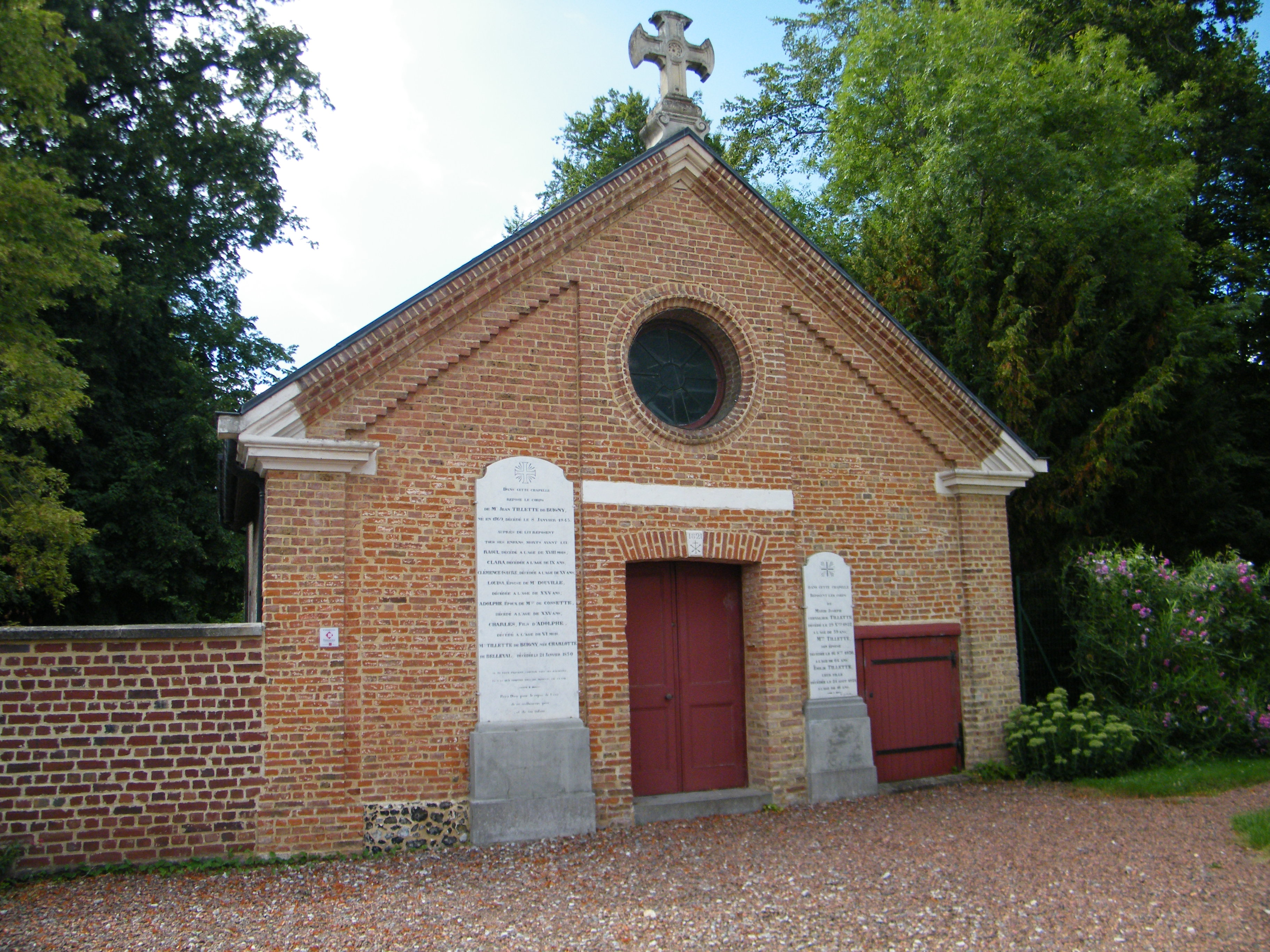
Chapelle seigneuriale.
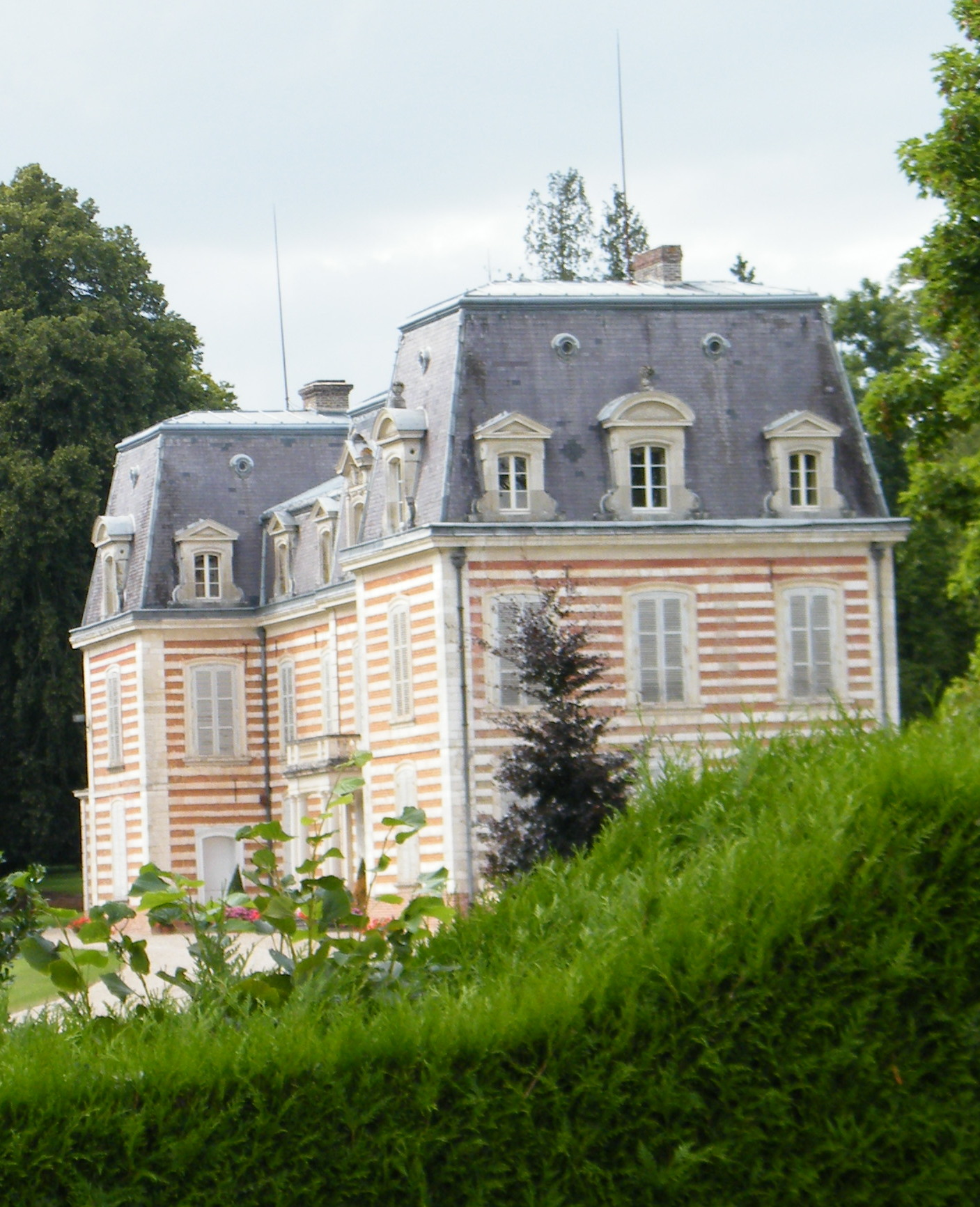
Château, côté est.
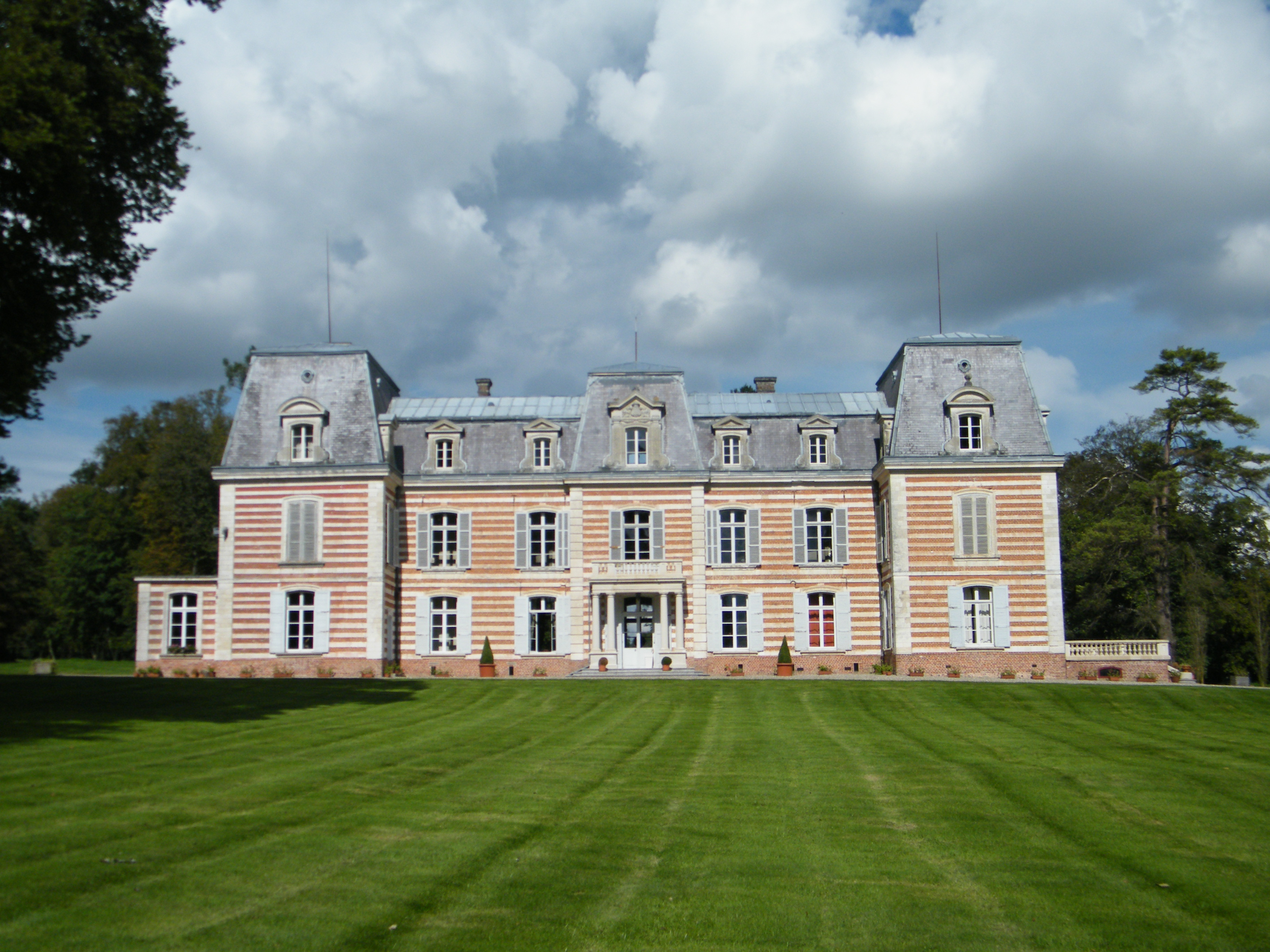
Façade principale du château.
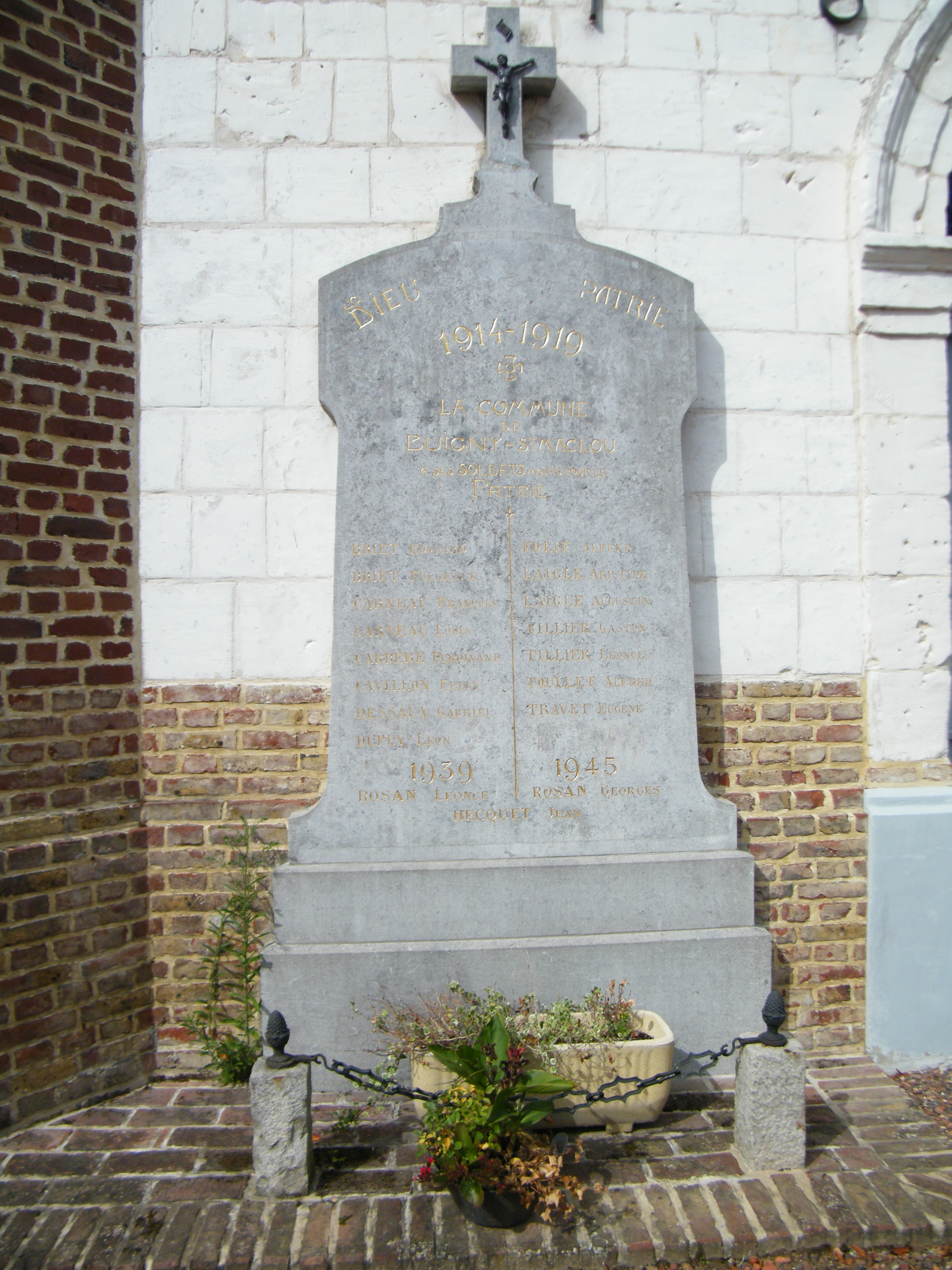
Hommage aux morts des deux guerres.
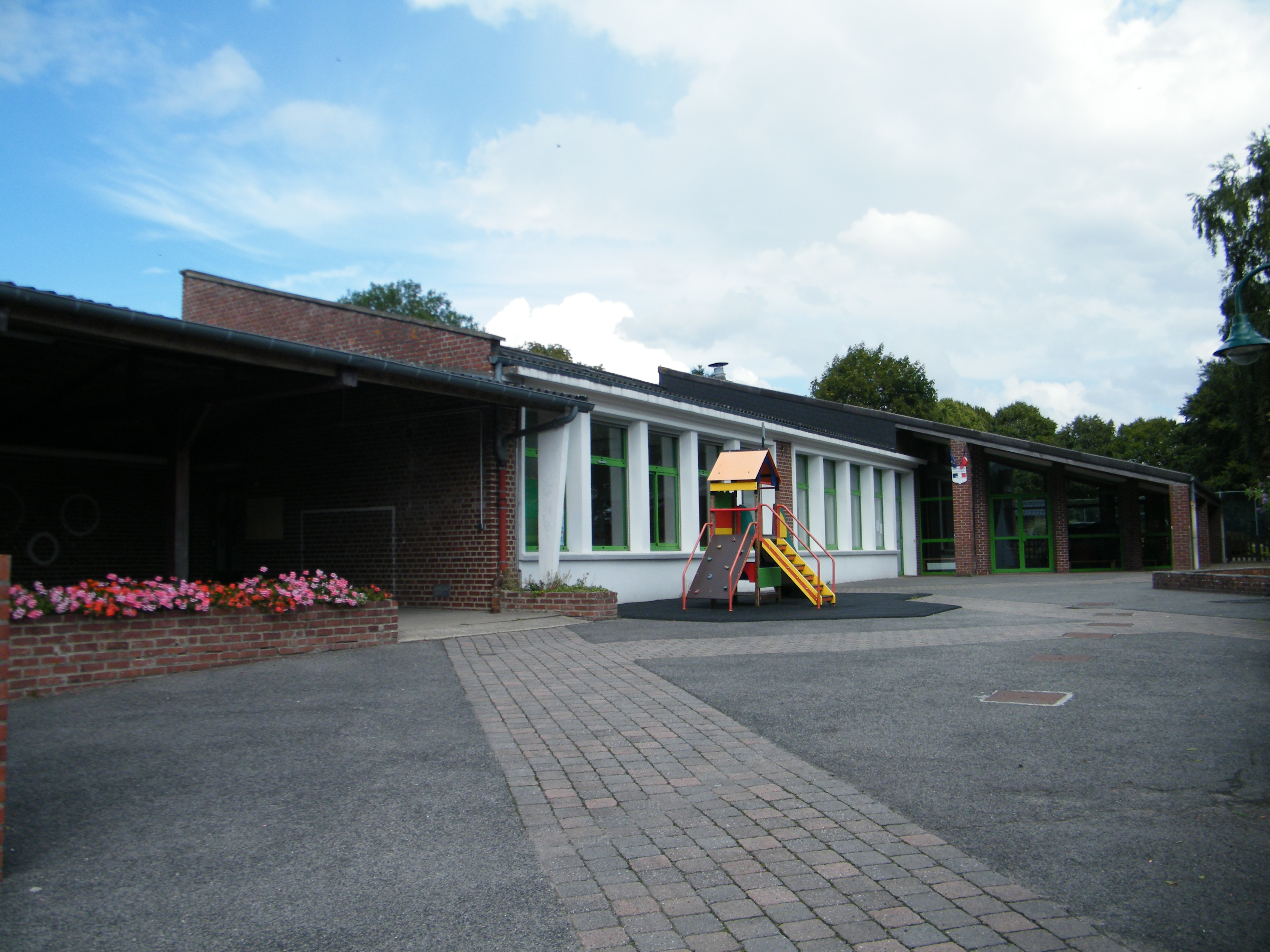
École communale.

### Personnalités liées à la commune
- Andrée Léraillé (1902-1964), bienfaitrice de la commune, la place du village porte son nom[40].

### Héraldique
|  | Les armes de la commune se blasonnent ainsi : d'or à la bande de gueules, chargée de trois lionceaux d'argent, accompagnée de deux buis de sinople. La commune a relevé les armes de la famille des seigneurs De Buigny. |